# Tmetonyx cicada
Tmetonyx cicada is een vlokreeftensoort uit de familie van de Uristidae. De wetenschappelijke naam van de soort is voor het eerst geldig gepubliceerd in 1780 door Fabricius.